# Michałowa
Michałowa (biał. Міхалова; ros. Михалово, Michałowo) – stacja mińskiego metra położona na linii Moskiewskiej.
Otwarta została w dniu 7 listopada 2012 roku.